# Évangile de Pierre
L'Évangile de Pierre est un évangile de type synoptique, attribué à l'apôtre Pierre mais rédigé probablement par un chrétien mystique d'origine judéenne, après le milieu du IIe siècle, quoique la datation de sa composition soit débattue et que certains chercheurs en fassent un possible document contemporain des évangiles canoniques, voire les préludant. Il n'est connu que par un long fragment trouvé par Urbain Bouriant dans la tombe d’un moine d'Akhmîm (Haute-Égypte). Il a été déclaré apocryphe au VIe siècle[réf. souhaitée].
C'est le seul évangile connu qui propose une description de la façon dont Jésus de Nazareth serait sorti du tombeau lors de sa Résurrection, les quatre Évangiles canoniques ne rapportant quant à eux que des apparitions postérieures.

## Découverte
C'est au cours de l'hiver 1886-87 qu'un fragment copte de cet évangile copié sur un manuscrit du VIIIe ou IXe siècle fut retrouvé à l'occasion de fouilles archéologiques sur le site de la nécropole d'Akhmîm en Haute-Égypte. Composé de neuf feuillets, il faisait partie d'une série d'écrits figurant dans un codex grec présent dans la tombe d'un moine,. Ce qui indique qu'il était encore utilisé en Égypte à l'époque de l'inhumation du moine. Il fut rapidement identifié à un document mentionné par plusieurs auteurs anciens et connu sous le nom d'Évangile de Pierre.
Le texte – dont il ne subsiste qu'une partie – a longtemps été considéré comme un récit uniquement de la Passion, car il débute en l'état par la comparution de Jésus devant Pilate. La découverte de divers autres fragments – dont le papyrus Oxyrhynque 4009 – peuvent toutefois laisser penser, par parallèle synoptique, qu'il s'agissait d'un évangile couvrant également tout le ministère de Jésus, même si la question reste débattue.
Il est vraisemblable que le texte soit apparu dans la région des premières attestations qui en sont faites, dans une communauté judéo-chrétienne helléniste des environs d'Antioche, pour ensuite se diffuser rapidement, en tout cas en Égypte, comme semble en témoigner la découverte des différents fragments.

## Contenu
Le fragment d'Akhmîm contient un récit, sans titre, mais dans lequel Pierre parle de lui-même à la première personne, du procès, de la crucifixion et de la résurrection de Jésus. La responsabilité d'Hérode (qualifié de roi) et des juifs par rapport à celle de Pilate et des Romains y est accentuée : le fragment de l'évangile s'ouvre sur le refus d'Hérode et des juifs de « se laver les mains » à l'instar de Pilate, avant de condamner Jésus. Après le départ de Pilate, (le roi) « Hérode prononce lui-même la sentence ». Après sa crucifixion en compagnie de deux malfaiteurs, le corps de Jésus est placé dans le tombeau de Joseph d'Arimathée qui est scellé et que gardent des sentinelles romaines à la demande des autorités juives, tandis que les disciples pourchassés se terrent. Les soldats sont témoins de la Résurrection de Jésus, supporté par deux créatures angéliques de stature immense que le ressuscité dépasse. Les soldats s'encourent prévenir Pilate, tandis qu'une troisième créature annonce la résurrection du défunt à Marie-Madeleine et ses amies venues visiter le tombeau. Le texte se termine après la fin de la fête des Azymes avec les disciples Pierre, André et Lévi, qui vont pêcher en Galilée, dans un épisode qui prépare probablement le récit de la première apparition du ressuscité dans cette région.

## Datation et débats historiographiques
Il est possible que le ou les rédacteurs de l'Évangile de Pierre aient eu accès aux évangiles qui deviendront par la suite canoniques, auxquels ils ont pu se référer autant qu'à des traditions orales ou écrites pré-évangéliques. L'épisode apologétique de la Résurrection figurant les soldats romains a pu inspirer également la version dans l'évangile selon Matthieu. L'Évangile de Pierre a pu voir le jour dans un contexte chrétien hellénistique, comme le laisse supposer la méconnaissance des institutions et du contexte palestiniens. La démarche du ou des auteurs semble être la même que celles des auteurs des évangiles attribués à Matthieu et à Luc, qui dérivent leur texte d'une version de l'évangile attribué à Marc. Sa valeur documentaire est de même nature que les récits néotestamentaires, faisant cohabiter souvenirs et interprétations. Ces dernières sont dictées tant par l'apologétique que par le souci de relayer les Écritures.
Le document porte clairement une polémique antijuive, montrant les juifs comme acteurs principaux de la condamnation et de l'exécution de Jésus, tandis que ce récit ne peut avoir que peu de concordance avec une réalité historique et, par là, semble attester d'une rédaction à une époque où les chrétiens et les juifs ont une conscience claire de leur séparation réciproque, à une époque elle-même débattue, mais qui ne peut remonter avant la charnière entre le Ier et le IIe siècle.
Ce vernis apologétique y « innocente » Pilate, sans aller toutefois jusqu'à en faire un chrétien. Ce dernier y est présenté assez proche d'Hérode, à l'instar de ce que présente l'évangile selon Luc. On y retrouve la scène du lavement des mains de Pilate, qui n'est pas romaine, mais juive, et celle de la requête de Joseph d'Arimathée auprès du préfet pour prendre en charge la dépouille de Jésus, ce que Pilate lui accorde. Dans cet évangile, c'est « le roi Hérode » qui prononce la sentence après le départ de Pilate.

## Hypothèses
Suivant Jürgen Denker et Helmut Koester, l'exégète John Dominic Crossan a proposé une reconstitution d'un « Évangile de la Croix » à partir de ce fragment qui, selon lui, aurait conservé la forme d'une source originelle à la base des autres récits de la Passion. Cette théorie n'a pas trouvé d'écho probant parmi les chercheurs et a été contestée par des exégètes comme John P. Meier ou encore Raymond E. Brown, selon lesquels l'Évangile de Pierre serait secondaire par rapport aux évangiles canoniques. 

### Docétisme?
Lors de la crucifixion, la précision « il était silencieux, comme s'il ne souffrait pas… » a pu être interprétée comme d'essence docète, ainsi qu'en témoigne Eusèbe de Césarée qui rapporte – éclairant avec exagération l'épisode d'une manière négative – que l'évêque d'Antioche Sérapion, à la fin du IIe siècle, après avoir attesté qu'il témoignait de la « véritable doctrine », aurait ensuite considéré avec circonspection ce texte utilisé par une communauté docète. Sérapion subordonne ainsi l'orthodoxie du texte à celui de ses lecteurs alors que sa christologie, structurée par des thèmes martyrologiques et apocalyptiques, tend plutôt à magnifier le « Seigneur » dans des caractéristiques qui laissent à penser une origine populaire du document. Il n'en demeure pas moins que l'avertissement de Sérapion à ses interlocuteurs semble témoigner du refus de la réception des textes faussement attribués aux apôtres.
L'aspect « docétique » peut avoir été suggéré par le milieu dans lequel le texte aurait vu le jour : les judéo-chrétiens hellénistes d'Antioche, se réclamant de la mémoire de Pierre, privilégiaient la dimension divine du Christ et son caractère « supra-naturel » à son humanité, dans une sotériologie que l'on retrouvera dans les écrits gnostiques qui apparaîtront dans la même région dans le courant du IIe siècle.

#### Le texte
- Maria Gracia Mara (éd.), Évangile de Pierre. Introduction, texte critique, traduction, commentaire et index, Paris, Cerf, coll. « Sources chrétiennes, no 201 », 1973 (rééd. 2006) présentation en ligne.
- Éric Junod, « L'Évangile de Pierre », dans François Bovon et Pierre Geoltrain (dir.), Écrits apocryphes chrétiens, vol. I, Paris, Gallimard, coll. « La Pléiade, no 442 », 1997  (ISBN 2-07-011387-6), p. 239-254.

#### Études et analyses
- (en) James Rendel Harris, A Popular Account of the Newly-recovered Gospel of St. Peter, Londres, Hodder and Stoughton, 1893. lire en ligne.
- Paul Lejay, « L'évangile de Pierre », dans Revue des Études grecques, 1893, 6-21, p. 59-84. lire en ligne.
- Paul Lejay, « Le manuscrit de l'évangile de Pierre », dans Revue des Études grecques, 1893, 6-22, p. 267-270. lire en ligne.
- Léon Vaganay, L'Évangile de Pierre, coll. « Études bibliques », Paris, Gabalda, 1930.
- (de) Jürgen Denker, « Die theologiegeschichtliche Stellung des Petrusevangeliums. Ein Beitrag zur Frühgeschichte des Doketismus », dans Europäische Hochschul Schriften, vol. 36, 1975.
- Éric Junod, « Eusèbe de Césarée, Sérapion d'Antioche et l'Évangile de Pierre. D'un Évangile à un pseudépigraphe », dans Rivista di storia e letteratura religiosa, 1988, vol. 24, no 1, p. 3-16.
- (en) John Dominic Crossan, The Cross That Spoke. The Origins Of The Passion Narrative, San Francisco, Harper & Row, 1988.
- (en) Peter M. Head, « On the Christology of the Gospel of Peter », dans Vigiliæ Christianæ, vol. 46, no 3, Leyde, Brill, septembre 1992, p. 209-224.
- Claudio Moreschini et Enrico Norelli, Histoire de la littérature chrétienne antique grecque et latine : De Paul à l'ère de Constantin, t. 1, Genève, Labor et Fides, 2000 (ISBN 2-8309-0942-9, lire en ligne).